# Tephrialia vau-sema
Tephrialia vau-sema là một loài bướm đêm trong họ Noctuidae.